# Berlinerblåt
Berlinerblåt (pariserblåt eller preussisk blåt er et syntetisk blåt farvepigment, der udmærker sig ved meget god holdbarhed og ved at være stort set ugiftigt. Det kan bruges medicinsk til at binde tungmetaller i kroppen. Pigmentet har været solgt som saksisk blåt, antwerpenblåt, frankfurterblåt, williamsonsblåt, miloriblåt m.fl..

## Historisk
Berlinerblåt blev første gang fremstillet i 1704 af en farvemager Diesbach i Berlin.

## Fremstilling
Berlinerblåt kan fremstilles ved at blande forskellige opløsninger af jernsalte som  jernsulfat med en opløsning af rødt blodludssalt (kaliumferricyanid). Der udfældes da straks berlinerblåt, som kan vaskes og tørres. Blander man i stedet et jernsalt med kaliumferrocyanid, dannes et hvidt bundfald. Det kan iltes i luften eller med forskellige iltningsmidler. Iltningsmidlet kan give berlinerblåt med varierende nuancer.
Tørre klumper af berlinerblåt kan let gnides, så de får en metallisk glans.
Stoffet kan fremstilles i en opløselig form, bleu suisse, ved opløsning i oxalsyre og inddampning.

## Egenskaber i maleriet
Farven er dyb mørkeblå. Stoffet sælges af og til i blandinger med andre pigmenter, hvorved man kan få andre farver (zinkgultgrøn og kromgultgrønt). Farven blandes af og til med hvide fyldstoffer som tungspat, kridt og gips.
Berlinerblåt er ret lysægte, dog tåler det dårligt direkte sollys. Det kan være et problem med akvareller. Farven vender af og til tilbage, hvis billedet opbevares i mørke. Farven er holdbar over for syrer, men tåler ikke baser. Derfor er farven uegnet til freskomaleri. Berlinerblåt kan i oliemaleriet efterhånden blive grønligt eller bleges.
Berlinerblåt bruges ud over i maleri som trykfarve, til tapeter og som pigment i forskellige farvestifter.

## Blåtryk
Berlinerblåt dannes også ved den fotografiske kopieringsproces, blåtryk.

## Medicinsk anvendelse
Opløst berlinerblåt findes som modgift, antidot, mod forgiftning med thalliumsulfat, da det binder sig komplekst til thallium i tarmen. Virkningen angives som udokumenteret.

## Husholdningen
Berlinerblåt blandet med stivelse blev tidligere solgt som blånelse. Det blev tilsat vandet under tøjvask og gav en blålig tone og gav indtryk af meget hvidt stof.